# Комиссия Хальштейна
Комиссия Хальштейна — первая Европейская комиссия, работавшая 2 срока с 7 января 1958 года до 30 июня 1967. Её председателем был немецкий политик Вальтер Хальштейн.

## Деятельность
Это была первая комиссия Европейского экономического сообщества, основанного в 1957 году Римским договором. Первое заседание состоялось 16 января 1958 года в замке Val Duchesse в бельгийском регионе Одергем. Орган включал девять участников: по два от Франции, Италии и Германии, по одному от Бельгии, Нидерландов и Люксембурга. Комиссия начала работу по формированию единого европейского рынка и сельскохозяйственной политики. Комиссия добилась некоторых успехов, например, в заключении договора о ценах на зерно, который удалось подписать по следам вето со стороны президента де Голля на вступление Великобритании в сообщество. Де Голль был оппонентом комиссии, и предложения, подобные договору о ценах на зерно, были разработаны, чтобы привязать Францию к Европейскому экономическому сообществу. Другим успехом комиссии считается результат переговоров по Генеральному соглашению по тарифам и торговле, называемых ещё «раундом Кеннеди».

## Предложения в области сельского хозяйства
В 1965 председатель Хальштейн выдвинул предложения по финансированию Единой сельскохозяйственной политики. Предложения могли бы разрешить сообществу развивать собственные финансовые ресурсы, не зависящие от государств-членов, дать больше бюджетных прав Европейскому парламенту. Более того, предполагалось введение голосования в Совете Союза по принципу большинства. С этим не могла согласиться Франция, считавшая, что этот принцип ограничит суверенитет страны.
Относительно предложений поднялась живая дискуссия, вылившаяся в политический кризис. Существует точка зрения, согласно которой комиссары в полной мере осознавали неоднозначность подготовленного законопроекта и ожидали несогласие. Одним подтверждением этому является личное участие в разработке Вальтера Хальштейна, тогда как в обычных условиях предложения по сельскому хозяйству готовил бы комиссар по сельхозполитике Сикко Мансхольт. Во-вторых, доказательством тезиса рассматривается острота дискуссии внутри комиссии. И в-третьих, указывается на взаимодействие между комиссией и Европарламентом. Тогда страсбургская ассамблея, обладавшая только консультативными полномочиями, боролась за реальное влияние в сообществе. Хальштейн объявил о предложениях на заседании парламента за неделю до рассмотрения их в Совете союза. Председатель комиссии считал, что наднациональные органы должны получить больше власти, и рассчитывал, что после его выступления на заседании ассамблеи поднимется волна еврооптимизма, с помощью которой удастся принять предложения.
В Совете предложения наложились на разногласия между государствами-членами, что и привело к кризису «пустого кресла»..

## Кризис «пустого кресла»
Противоречия обострились, когда Франция заняла пост председателя Совета. Комиссия оказалась в стороне от обсуждения, центр дискуссии переместился в Совет, где спорили Франция, с одной стороны, и остальные страны, с другой. 30 июня 1965 года Париж отозвал своих представителей, заявив, что они не займут свои места в Совете, пока не найден компромисс. Кризис «пустого кресла» был первым случаем, когда работа Европейского экономического сообщества была заблокирована из-за действий государства-члена.
Франция бойкотировала сообщество шесть месяцев. В течение этого времени комиссия продолжала работу. Хальштейн и другие комиссары делали заявления относительно сложившегося в сообществе положения. Комиссия хотела разработать новые предложения, которые должны были получить поддержку всех членов союза. Однако роль комиссии в этом кризисе не была достаточной, для того чтобы комиссары смогли вывести сообщество из тупика. Главная проблема состояла в разногласиях между странами, и поэтому кризис мог быть преодолён только в Совете, где представлены все государства.
Риск изоляции и угроза национальной экономики заставили Францию возобновить переговоры. В январе было решено провести встречу в Люксембурге представителей всех стран-участниц, но без представителей комиссии. Пьер Вернер, премьер-министр Люксембурга, предложил компромиссное решение: если страна считает, что её жизненно важные интересы могут быть затронуты, то она имеет право использовать право вето в Совете. В противном случае решения принимаются большинством. Однако не было определено, что считать «национальными интересами», и не была прописана процедура арбитража в случае нового спора между странами. Также «Люксембургский компромисс» не только не увеличил полномочия комиссии, но ещё сильнее привязал её к Совету, обвинив в превышении данных ей полномочий. Еврокомиссия стала главной жертвой кризиса «пустого кресла», утратив авторитет и влияние на многие годы.

## Последние месяцы
Когда подошёл к концу второй срок Хальштейна в январе 1966, французский министр иностранных дел Морис Кув де Мюрвиль настоял на смене председателя комиссии, которая, как предполагалось, должна стать единым органом для Европейского экономического сообщества, Европейского объединения угля и стали и Евроатома. Так как согласия по смещению Хальштейна не было, он остался в должности в качестве «исполняющего обязанности» в соответствии со статьёй 159 Римского договора. Это означало, что слияние трёх сообществ, запланированное на январь 1966 года, было отложено
В связи с конфронтацией с де Голлем возникло предложение о том, что Хальштейна надо назначить на следующий срок председателем комиссии, но его полномочия будут ограничены шестью месяцами. Но Хальштейн увидел в этом нарушение Договора о сообществе и 5 мая 1967 года попросил не назначать его вовсе.

## Состав
Первая комиссия работала с 7 января 1958 до 9 января 1962. В неё входили два представителя Западной Германии (включая Хальштейна), Франции, Италии, по одному от Бельгии, Нидерландов и Люксембурга. Три члена комиссии придерживались левых взглядов (комиссар от Франции, Нидерландов и Италии). Первоначально комиссар от Люксембурга тоже был социалистом, но он умер в должности в 1958 году. Его заменил представитель правых. Придерживающихся консервативных взглядов в комиссии было 5 человек. Двое от Западной Германии, один от Франции, Италии и Люксембурга. Жан Рей, занимавшийся иностранными делами, был единственным политиком-либералом в комиссии (назначен Бельгией).
Вторая комиссия работала с 9 января 1962 до 30 июня 1967. Расклад сил остался такой же: три социалиста, пять консерваторов и один либерал. Состав мало изменился по сравнению с первой комиссией. Остались те же вице-председатели, одного комиссара сменили Италия и Франция.
В составе обеих комиссий работали два будущих председателя Еврокомиссии — Жан Рей и Сикко Мансхольт (представитель Нидерландов, социалист, вице-председатель и комиссар по сельскому хозяйству).
| Подписан Вступил в силу Документ | 1948 Брюссельский пакт                                          | 1951 1952 Парижский договор                           | 1954 1955 Парижские соглашения                        | 1957 1958 Римские договоры                            | 1965 1967 Договор слияния                             | 1975 неприменимо Решение Европейского совета | 1986 1987 Единый европейский акт   | 1992 1993 Маастрихтский договор | 1992 1993 Маастрихтский договор | 1997 1999 Амстердамский договор | 2001 2003 Ниццкий договор | 2007 2009 Лиссабонский договор | 2007 2009 Лиссабонский договор |  |  |  |  |  |  |  |  |
|                                  |                                                                 |                                                       |                                                       |                                                       |                                                       |                                              |                                    |                                 |                                 |                                 |                           |                                |                                |  |  |  |  |  |  |  |  |
| Три опоры Европейского союза:    |                                                                 |                                                       |                                                       |                                                       |                                                       |                                              |                                    |                                 |                                 |                                 |                           |                                |                                |  |  |  |  |  |  |  |  |
| Европейские сообщества:          |                                                                 |                                                       |                                                       |                                                       |                                                       |                                              |                                    |                                 |                                 |                                 |                           |                                |                                |  |  |  |  |  |  |  |  |
|                                  | Европейское сообщество по атомной энергии (Евратом)             |                                                       |                                                       |                                                       |                                                       |                                              |                                    |                                 |                                 |                                 |                           |                                |                                |  |  |  |  |  |  |  |  |
|                                  |                                                                 |                                                       | Европейское объединение угля и стали (ЕОУС)           | Европейское объединение угля и стали (ЕОУС)           | Европейское объединение угля и стали (ЕОУС)           | Срок действия истёк в 2002-м                 | Срок действия истёк в 2002-м       | Срок действия истёк в 2002-м    |                                 | Европейский союз (ЕС)           | Европейский союз (ЕС)     |                                |                                |  |  |  |  |  |  |  |  |
|                                  |                                                                 |                                                       | Европейское экономическое сообщество (ЕЭС)            | Европейское экономическое сообщество (ЕЭС)            | Европейское экономическое сообщество (ЕЭС)            |                                              |                                    | Европейское сообщество (ЕС)     | Европейское сообщество (ЕС)     | Европейский союз (ЕС)           | Европейский союз (ЕС)     |                                |                                |  |  |  |  |  |  |  |  |
|                                  |                                                                 | TREVI                                                 | TREVI                                                 | Правосудие и внутренние дела (ПВД)                    |                                                       |                                              |                                    | Европейское сообщество (ЕС)     | Европейское сообщество (ЕС)     | Европейский союз (ЕС)           | Европейский союз (ЕС)     |                                |                                |  |  |  |  |  |  |  |  |
|                                  | Полицейское и судебное сотрудничество по уголовным делам (ПССУ) | TREVI                                                 | TREVI                                                 | Правосудие и внутренние дела (ПВД)                    |                                                       |                                              |                                    |                                 |                                 | Европейский союз (ЕС)           | Европейский союз (ЕС)     |                                |                                |  |  |  |  |  |  |  |  |
|                                  | Европейское политическое сотрудничество (ЕПС)                   | Общая внешняя политика и политика безопасности (ОВПБ) | Общая внешняя политика и политика безопасности (ОВПБ) | Общая внешняя политика и политика безопасности (ОВПБ) | Общая внешняя политика и политика безопасности (ОВПБ) |                                              |                                    |                                 |                                 | Европейский союз (ЕС)           | Европейский союз (ЕС)     |                                |                                |  |  |  |  |  |  |  |  |
| Западный союз (ЗС)               | Западный союз (ЗС)                                              | Западноевропейский союз (ЗЕС)                         | Западноевропейский союз (ЗЕС)                         | Западноевропейский союз (ЗЕС)                         | Западноевропейский союз (ЗЕС)                         | Западноевропейский союз (ЗЕС)                |                                    |                                 |                                 |                                 | Европейский союз (ЕС)     |                                |                                |  |  |  |  |  |  |  |  |
| Западный союз (ЗС)               | Западный союз (ЗС)                                              | Западноевропейский союз (ЗЕС)                         | Западноевропейский союз (ЗЕС)                         | Западноевропейский союз (ЗЕС)                         | Западноевропейский союз (ЗЕС)                         | Западноевропейский союз (ЗЕС)                | Прекращение деятельности к 2011-му |                                 |                                 |                                 |                           |                                |                                |  |  |  |  |  |  |  |  |
|                                  |                                                                 |                                                       |                                                       |                                                       |                                                       |                                              |                                    |                                 |                                 |                                 | п о р                     |                                |                                |  |  |  |  |  |  |  |  |